# Anthophora perdita
Anthophora perdita är en biart som beskrevs av Cockerell 1946. Anthophora perdita ingår i släktet pälsbin, och familjen långtungebin. Inga underarter finns listade i Catalogue of Life.